# Vincenzo Parabosco
Vincenzo Parabosco, né à la fin du XVe siècle à Plaisance et mort le 25 août 1556 à Brescia, est un organiste, compositeur, romancier et poète italien de la Renaissance.
Il est le père du compositeur et polygraphe Girolamo Parabosco.